# 談文南信号場
談文南信号場（だんぶんみなみしんごうじょう）は、苗栗県造橋郷にある台湾鉄路管理局海岸線の信号場である。

## 信号場構造
南側（大山方向）は大山駅まで単線、北側（談文方向）は竹南駅まで複線である。ホームは無く、無人である。

## 利用状況
- 信号場であり、列車交換のみ行われる。竹南駅から遠隔制御されている。

## 信号場周辺
- 中港渓（中国語版）
- 大山方向へ行くとすぐにフォルモサ高速公路高架と交差する。

## 歴史
- 1964年1月30日 - 開設。[1]

## 隣の駅
台湾鉄路管理局
海岸線（海線）
談文駅 - 談文南信号場 - 大山駅